# Fuente de agua mejorada

Mapa mundial para el indicador 6.1.1 del ODS 6 en 2022: "Proporción de la población que utiliza servicios de suministro de agua potable gestionados sin riesgos".

Una fuente de agua mejorada, es un término que se usa para categorizar ciertos tipos o niveles de suministro de agua con fines de monitoreo. Se define como un tipo de fuente de agua que, por la naturaleza de su construcción o mediante una intervención activa, es probable que esté protegida de la contaminación exterior.
El término fue acuñado por el Programa Conjunto de Monitoreo para el Abastecimiento de Agua y el Saneamiento de UNICEF y la OMS en 2002 para ayudar a monitorear el progreso hacia el Objetivo Número 7 de los Objetivos de Desarrollo del Milenio (ODM). 
Se llama fuente de agua no mejorada, por el contrario, a los servicios dependientes de proveedores, camiones cisterna y fuentes o pozos desprotegidos.